# Verband der deutschen Höhlen- und Karstforscher
Der Verband der deutschen Höhlen- und Karstforscher e. V. (VdHK) ist ein deutscher Dachverband der Karst- und Höhlenforscher. 70 regionale Vereine (hier insbesondere Höhlenvereine) und Gruppen sowie sieben Landesverbände und über 2300 Einzelmitglieder sind Mitglieder (Stand 2022).
Hauptziele sind die Erforschung und der Schutz von Höhlen und Karsterscheinungen in Deutschland. Im Mittelpunkt steht dabei der verantwortungsvolle Umgang mit dem Naturraum Karst und Höhle. Der Verein ist als gemeinnützig anerkannt.

## Geschichte
Der Verband wurde 1955 in Donauwörth gegründet, der Sitz ist München. Der Verband versteht sich als Nachfolgeorganisation des Hauptverbandes Deutscher Höhlenforscher (1922–1945) und der Deutschen Gesellschaft für Karstforschung (1947–1950).
Der Verband ist Mitglied der Union Internationale de Spéléologie und des Deutschen Naturschutzrings. Der Verband gibt zusammen mit dem Verband Österreichischer Höhlenforscher die Fachpublikation Die Höhle – Zeitschrift für Karst- und Höhlenkunde heraus.
Außerdem unterhält der Verband eine umfangreiche Fachbibliothek, in der neben Büchern auch fast alle höhlenkundlichen Zeitschriften aus dem In- und Ausland vorhanden sind.
Die im Mai 1998 verabschiedete Ethikrichtlinie des Vereins fungiert als Leitschrift des Höhlenschutzes.

## Trivia
Seit 2009 wählt der Verband das Höhlentier des Jahres.